# 파이러트베이
파이러트베이(영어: The Pirate Bay)는 스웨덴에 있는 비트토렌트 파일을 공유하는 웹사이트다. 스웨덴의 안티 카피라이트 단체인 웹사이트에 의해 설립되었다. 2004년 10월부터 운영되어 왔고 광고를 주 수입원으로 하고 있다. 2008년 11월을 기준으로 360만 사용자를 회원으로 확보하고 있다. 알렉사 인터넷의 집계에 의하면 웹사이트 트래픽 등급이 110번째다.
2006년 5월 31일에 스톡홀름에 있는 서버가 미국 정부의 요청에 의해 스웨덴 경찰에 붙잡혀 3일 동안 오프라인 상태로 있었다. 스웨덴 경찰의 파이럿 베이 압수수색과 재판이 해적당의 성장에 큰 계기가 되기도 하였다. 로스앤젤레스 타임스의 기자는 세계에서 가장 큰 불법 다운로드 사이트라고 소개했다.

## 파일 공유 종류
- 오디오
  - 음악, 오디오 북, 사운드 클립, FLAC, 기타
- 비디오
  - 영화, 영화 DVDR, 뮤직 비디오, 영화 클립, TV 쇼, 휴대용, 고화질 영화, 고화질 TV 프로그램, 기타
- 응용 프로그램
  - 윈도, 맥, 유닉스, 휴대용, 기타 운영 체제
- 게임
  - PC, 맥, PS2, XBOX360, Wii, 휴대용, 기타
- 기타
  - 전자책, 만화, 사진, 표지, 기타

## 국가별 차단 조치
현재 파이러트베이는 덴마크의 주요 ISP, 이탈리아, 네덜란드, 그리고 아일랜드에서도 차단되었다. 또한 영국의 모바일 ISP도 파이러트베이를 차단하고 있다

## 저작권 침해에 대한 비판
파이러트베이에서는 원래 돈을 주고 구입하여야 하는 유료 컨텐츠를 무료로 구할 수 있기 때문에 파이러트베이에서 파일을 다운로드하는 것은 저작권법에 위배되는 행위로 형사처벌을 받을 수 있다.

## 같이 보기
- 파일 공유
- 업로드, 다운로드
- 해적당
- 코피미즘
- 비트토렌트 사이트 간 비교